# Propyzamid
Propyzamid ist eine chemische Verbindung aus der Gruppe der Benzamide und ein 1965 von Rohm and Haas eingeführtes Herbizid.

## Gewinnung und Darstellung
Propyzamid kann durch eine mehrstufige Reaktion von Aceton mit Mononatriumacetylid, Thionylchlorid, Natriumamid und dem Zwischenprodukt aus 3,5-Dichlorbenzoesäure mit Thionylchlorid gewonnen werden.

## Eigenschaften
Propyzamid ist ein brennbarer, farb- und geruchloser Feststoff, der praktisch unlöslich in Wasser ist. Es ist stabil unter basischen, neutralen und saueren Bedingungen.

## Verwendung
Propyzamid wird als Wirkstoff in Pflanzenschutzmitteln verwendet. Es wird als Bodenherbizid gegen  mono- und  dikotyle Pflanzen eingesetzt. Man verwendet es in Obstkulturen und im Nachauflauf bei Raps. Propyzamid wirkt durch Hemmung der Proteinbiosynthese.

## Zulassung
Der Wirkstoff Propyzamid wurde in der Europäischen Union mit Wirkung zum 1. April 2004 für Verwendungen als Herbizid zugelassen.
In Deutschland, Österreich und der Schweiz sind Pflanzenschutzmittel mit diesem Wirkstoff zugelassen.